# Matej Marin
Matej Marin (* 2. Juli 1980 in Ptuj; † 5. September 2021) war ein slowenischer Radrennfahrer.

## Karriere
Matej Marin war von 2004 bis 2015 als Radrennfahrer der Elite aktiv. Von 2003 bis 2011 fuhr er mit Unterbrechungen für das  slowenische Radsportteam Perutnina Ptuj, ab 2012 für das österreichische Team Gourmetfein Wels. Er gewann während seiner Karriere die Eintagesrennen Tour of Vojvodina I part, Banja Luka-Belgrade II Grand Prix Sarajevo sowie Etappen der Rhône-Alpes Isère Tour und  der Istrian Spring Trophy.

## Erfolge
2005
- eine Etappe Serbien-Rundfahrt

2006
- eine Etappe Rhône-Alpes Isère Tour

2009
- Tour of Vojvodina I part

2010
- Banja Luka-Belgrade II

2012
- Mannschaftszeitfahren Tour of Szeklerland

2013
- eine Etappe Istrian Spring Trophy

2014
- Grand Prix Sarajevo

## Teams
- 2003–2011 Perutnina Ptuj
- 2012 RC ARBÖ Gourmetfein Wels
- 2013 Gourmetfein Simplon
- 2014 Gourmetfein Simplon Wels

## Einzelnachweis
1. ↑  Großer Verlust für den Welser Radsport

| Personendaten    | Personendaten              |
| ---------------- | -------------------------- |
| NAME             | Marin, Matej               |
| KURZBESCHREIBUNG | slowenischer Radrennfahrer |
| GEBURTSDATUM     | 2. Juli 1980               |
| GEBURTSORT       | Ptuj                       |
| STERBEDATUM      | 5. September 2021          |